# Fuori!
A Fuori! (F.U.O.R.I, teljes nevén: Fronte Unitario Omosessuale Rivoluzionario Italiano, magyarul: Olasz Homoszexuális Forradalmi Egységfront, a rövidítés jelentése: Kifelé! átvitt értelemben: "Előbújni") egy eleinte marxista ideológiájú melegjogi szervezet volt Olaszországban. 1971-ben alapította Torinóban Angelo Pezzana, egyben Olaszország első olyan szervezete, amit a homoszexuális felszabadítási mozgalom keretében alapítottak meg. 

## Története
1970 őszén merült fel a szervezet alapítása, amikor Milánóból, Padovából, Rómából és Torinóból több homoszexuális munkacsoport közösen találkozott, hogy megvitassák az olaszországi homoszexuálisok legnagyobb gondjait és nehézségeit: a csoport neve ASPS volt, ami Pszichoszociális Tanulmányi Egyesület rövidítése volt. A Fuori! 1971 tavaszán alapult meg Torinóban, ahol a már létező Homoszexuális Felszabadítási Frontba tagozódott. A melegjogi képviseletet, polgárjogi harcként értelmezték, amire a marxizmus hatott inspirálóan, hiszen a homoszexuális kérdést az osztályharc kontextusába helyezték. Már ekkoriban sikerült magazint megjelentetni a szervezetnek. 
Az első nyilvános szereplésükre, 1972-ben került sor. Amikor Sanremóban tartották az olasz szexológusok első konferenciáját. A konferencián a homoszexualitást továbbra is betegségként kezelték, ami miatt a Fuori! tiltakozó tüntetést szervezett. 
1973 nyarára azonban nem maradt pénz a magazin elkészítésére és terjesztésére. Ekkor Angelo Pezzana úgy döntött, hogy a politikai felé az irányt támogatók miatt, az Olasz Radikális Párt került képbe. Pezzana is a párt tagja lett. 
Innentől megváltozott a szervezet ideológiája is: 1974-ben a Radikális Párt milánói kongresszusán támogatást kapott a szervezet. 
1976-os választáson a szervezetnek sikerült jelöltet delegálni a Radikális Párt választási listájára, akinek saját programja is volt. Olaszország történelmében ez volt az első eset, hogy egy nyíltan homoszexuális politikus jelöltként szerepelt választáson. 
A következő években a Fuori-nak egyre több intézményt, médiumot és önkormányzatot sikerült elérnie. 1979-ben a szervezet aktivistáinak sikerült hivatalosan találkoznia Diego Novelli Torinó és Giulio Carlo Argan Róma polgármesterével valamint a közszolgálati média, RAI vezetőségével is. 
1980-ban a szervezetnek megalapult a leszbikus tagozata, valamint az az évi kongresszuson megszületett az ötlet, hogy minden olasz városban alakuljanak meg leszbikus és homoszexuális érdekképviseletek, melynek politikai, kulturális tevékenységei lennének. 1982-ben feloszlatták a szervezetet, hogy nagyobb érdekcsoport legyen belőle. 